# 필립 플레인
필립 플라인(독일어: Philipp Plein, 1978년 2월 16일 ~ )은 독일 뮌헨 출생의 패션 디자이너이다.

## 연혁
Lake Constance에 있는 Schloss Salem Boarding school을 거쳐 Friedrich-Alexander University에서 법학과를 다닌 필립 플라인은 어린 시절 부모님과 함께한 많은 여행으로 세계적 유명한 박물관과 문화적인 전시회를 접하면서 자연스럽게 예술과 건축, 이국적인 문화에 강한 흥미를 가지게 되었다. 1998년 처음에 가족과 친구들을 대상으로 고급 인테리어 장식 가구를 만들어 선을 보이면서 디자인의 세계에 입문하였다. 같은 해 할아버지에게 받은 재산 2만 유로로 본인 이름을 딴 가구 회사를 설립하고 디자인에 중점을 둔 스테일레스 스틸과 악어 가죽으로 장식가구를 주로 만들었다. 또한 그는 어떠한 재료도 버리지 않고 남은 재료와 가죽을 이용하여 가방과 액세서리들을 만들어 이와 함께 자신이 디자인한 가구를 지역 무역 박람회때 팔기 시작했다. 그리고 2년 후 본격적으로 회사에 전념하기 위하여 법학 공부를 포기하게 된다.
2003년 필립 플라인은 마침내 자신의 경력에 큰 전환점을 갖게 되는데 "모엣 샹동" 이 주관한 German trade fair Dusseldorf의 라운지 디자인을 맡게 되면서 그 대가로 그 곳에서 자신이 디자인 한 콜렉션들을 팔 수 있도록 허락을 받고 박람회에서 가방만 하루에 10만 유로 매출을 올렸다. 그리고 2004년 처음 본격적으로 남성복 , 여성복 , 아동복을 런칭하며 패션디자인의 영역을 확장한다. 그의 처음 최고의 작품으로 Swarovski 크리스탈 장식으로 만든 해골 디테일이 가미된 빈티지 밀리터리 쟈켓을 중심으로 한 첫번째 패션콜렉션을 메종 에 오브제 (Maison et Objet)에서 팔며 선을 보였다. 또한 파리에서 가장 유명한 프래타 포르테(Pret-à-Porter) 전시회에 그의 작품들이 프로모션 되면서 많은 패션인들이 모이는 도시에서 이름이 알려지기 시작했다.

## 브랜드
1999년 처음 그의 홈콜랙션을 런칭하고 선을 보이면서 PHILIPP PLEIN 브랜드를 만들었다.
2006년 액세서리 라인을 소개하면서 2008년 "Couture" 콜랙션 라인을 런칭하고 나오미 캠벌과 마커스 생캔버거를 모델로 한 첫 캠패인을 선보였다.
2008년 필립플라인은 "heavy metal " 이란 주제의 자신의 첫번째 패션쇼를 바르셀로나에서 열린 "Germany's Next Top Model"에서 선보였고.
2009년 Nuremberg Toy Fair 50주년 기념회에서 자신이 만든 바비인형을 선보였다.
같은해 모나코의 Monte Carlo 에 첫 매장을 오픈하였으며 밀란노에 첫번째 판매를 위한 쇼룸을 오픈하였다.
이를 시작으로 2010년 PHILIPP PLEIN은 비엔나 뷰틱이 열리면서 모스코바, 산 트로페, 칸,두바이 암스텔담 베를린, 캔네스 서울 홍콩등 세계 각국의 도시에 오픈 하였고 그 이후에도 미샤 바튼, 린제이 로한, "Ed Westwick" 포피 텔레빙,"Leu T" 등과 같은 톱 셀럽과 모델들을 기용한 광고 캠페인을 당대 최고 사진 작가들과 함께 선보이기도 하였다. 근래에는 이탈리아의 명문 축구팀 " AS 로마"의 의상을 2012/13 시즌부터 총 4 시즌간 담당하는 계약을 맺기도 하면서 2013/2014 가을 겨울 캠패인을 섭외하기도 하여 꾸준히 밀라노 패션 위크에서 남성복과 여성복을 컬랙션하고 있다.

## 뷰티끄
| Country              | # of Stores | City/Cities                                           | Exact Location                                                               |
| -------------------- | ----------- | ----------------------------------------------------- | ---------------------------------------------------------------------------- |
| Russia               | 4           | Moscow, Moscow Crocus, Moscow Seasons, St. Petersburg | Nikolskaya Str., Crocous City Mall ,Seasons Mall Kutuzovsky Prospec, Nevskij |
| Austria              | 1           | Vienna                                                | Bauernmarkt                                                                  |
| France               | 3           | Cannes, St. Tropez, Paris                             | Rue des Etats Unis, Place de la Garonne, Rue de Rivoli 238                   |
| Germany              | 2           | Berlin, Düsseldorf                                    | Kurfürstendamm, Königsallee                                                  |
| Italy                | 2           | Milan, Porto Cervo                                    | Via della Spiga, Piazza del Principe                                         |
| South Korea          | 2           | Seoul (2)                                             | Cheongdamdong, Galleria East                                                 |
| Azerbaijan           | 1           | Baku                                                  | Azadliq Square                                                               |
| China                | 2           | Macao, Hangzhou                                       | Avenida Doutor Mario Soares, Wulin Square                                    |
| Monaco               | 1           | Monte Carlo                                           | Métropole Avenue des Spelugues                                               |
| Netherlands          | 1           | Amsterdam,                                            | P.C. Hoofstraat                                                              |
| Spain                | 2           | Marbella, Barcelona                                   | Puerto Banus - Meulla Ribera, Paeso de Gracia 44                             |
| United Arab Emirates | 1           | Dubai                                                 | Dubai Mall                                                                   |